# セーデルマンランド県
セーデルマンランド県（セーデルマンランドけん、Södermanlands län）は、スウェーデンの県の一つで、略号はD。県庁所在地はニュヒェーピング(Nyköping)市。

## 概要
県の面積は5619平方キロメートルで、2017年現在の人口は29万0711人。南東部ではバルト海、北部でスウェーデン第三の湖メーラレン湖に接する。北東部ではスウェーデンで四番目に大きい湖イェルマレン湖の東半分を抱え込む。
製造業が盛んで、ボルボ(Volvo)が県内に拠点を設けている。1970年代、1990年代には経済的危機の中にあったが、次第に回復しつつある。
県北部のエスキルストゥーナ(Eskilstuna)市にはメーラルダーレン大学（国立）がキャンパスを置いている。
首都ストックホルムから南部のマルメや西部のヨーテボリ、中部のオレブロへ向かう鉄道路線が県内で分岐する。また、ヨーロッパ道路E4号線、E20号線が県内を通過しており、自動車での交通の便もよい。県最大の港は南部のオクレースンド(Oxelösund)市にある。県庁所在地のニーショーピング市郊外にはスカヴシュタ(Skavsta)空港があり、ロンドンなど海外へのチャーター便などが運行されている。

## 市
セーデルマンランド県には9の市がある。
- エスキルストゥーナ (Eskilstuna)
- フレーン (Flen)
- グネーシュタ (Gnesta)
- カトリーネホルム (Katrineholm)
- ニュヒェーピング (Nyköping)
- オクセレースンド (Oxelösund)
- ストレングネース (Strängnäs)
- トゥローサ (Trosa)
- ヴィングオーケル (Vingåker)

|                                  |
| セーデルマンランド県下の市の位置 |